# Agnieszka Dowbor-Muśnicka
Agnieszka Dowbor-Muśnicka (7. září 1919, Lusowo – 20. nebo 21. června 1940, Palmiry) byla polská protinacistická odbojářka za druhé světové války zavražděna při masakru v Palmirách.

## Životopis
Agnieszka (známá mezi přáteli jako Gusia) se narodila 7. září 1919 v polském Lusowě. Jejím otcem byl Józef Dowbor-Muśnicki (1867–1937), známý polský vojenský generál; matka zemřela, když byla ještě velmi malá. Její sestrou byla polská pilotka Janina Lewandowska, zavražděná při Katyňském masakru. Spolu se sestrou a dvěma bratry se učila doma a poté navštěvovala místní školy. Zvláště ji bavilo starat se o hospodářské záležitosti na rodinném statku, i proto se rozhodla navštěvovat Státní zahradnickou školu v polské Poznani.
Když jí bylo 20 let, německá vojska obsadila Polsko a Agnieszka uprchla do Varšavy, kde se stala aktivní členkou polského odboje a vstoupila do organizace Vlci (polsky Wilki). V ilegalitě používala přezdívku Gusia, aby skryla svou skutečnou identitu, neboť gestapo po ní pátralo už jen proto, že byla dcerou slavného generála a příslušnicí inteligence. V té době se nacističtí okupanti zaměřili na všechny intelektuály a snažili se zavraždit každého, kdo by mohl vést odbojové úsilí.
Agnieszka se hlásila u vůdce skupiny, bývalého polského olympionika Janusze Kusocińského, ale 25. dubna 1940 byla zatčena a spolu s dalšími členy Vlků uvězněna ve věznici Pawiak u Varšavy. Ve věznici byla mučena a poté odvezena nákladním autem do lesa Palmiry, kde byli vězni včetně Kusocińského zavražděni. Její tělo bylo vhozeno do několik metrů hlubokého příkopu a na dlouhá léta se ztratilo, avšak v roce 2017 byly její ostatky exhumovány a identifikovány.

## Vzpomínka
U paty pomníku generála Józefa Dowbora-Muśnického, který byl postaven v roce 2015 v Lusowě, jsou připomenuty také obě jeho dcery: „Janina Lewandowska, zavražděná v roce 1940 NKVD v Katyni, a Agnieszka Dowbor-Muśnicka, zavražděná Němci v Palmýře“.
Dne 19. března 2020 zavedla Polská národní banka pamětní stříbrnou minci v nominální hodnotě 10 Zlotých. Mince s názvem „Katyň-Palmiry 1940“ připomíná obě zavražděné sestry a na jedné straně mince se vedle slova "Katyň" nachází Janinina podobizna. Na druhé straně je podobizna Agnieszky a slovo "Palmiry" s citátem, který vyryl jeden z vězňů ve varšavské cele: „O Polsku se mluví snadno. Je těžší pro ni pracovat. Ještě těžší je zemřít. A nejtěžší je trpět.“